# Erythritol
Erythritol (E968) er en naturlig polyol eller sukkeralkohol, der bruges som sukkererstatning enten alene eller i fødevarer. Erythritol er godkendt i USA, Japan, EU og andre steder i verden. Det forekommer naturligt i frugter og gærede fødevarer. Det produceres endvidere på basis af glukose ved en naturlig gæringsproces.
Erythritol er omkring 70% så sødt som almindeligt, hvidt sukker. Hvor andre sukkeralkoholer som xylitol, maltitol og sorbitol indeholder 2,4 kcal pr. gram – ca. 0,6 gange sukkers kalorieværdi – adskiller erythritol sig ved at indeholde 0 kcal/gram. 
Ved indtagelse påvirker det hverken blodsukkeret eller bidrager til karies. Erythritol optages allerede i tyndtarmen og udskilles uforandret i urinen, hvorfor det heller ikke forårsager fordøjelsesbesvær. Sukrin smager og knaser som almindeligt sukker. Spises det helt rent, føles det en smule anderledes på tungen, da det let opløses og smelter som f.eks. flormelis. 
Forskning tyder på at store mængder xylitol og/eller erythritol påvirker blodpladerne, så man lettere får blodpropper.